# Philautus petilus
Philautus petilus és una espècie de granota que es troba a Laos.